# Heinz Busche
Heinz Busche (6 de septiembre de 1951) es un deportista alemán que compitió en bobsleigh. Ganó una medalla de oro en el Campeonato Mundial de Bobsleigh de 1979, en la prueba cuádruple.

## Palmarés internacional
| Campeonato Mundial | Campeonato Mundial | Campeonato Mundial | Campeonato Mundial |
| Año                | Lugar              | Medalla            | Prueba             |
| ------------------ | ------------------ | ------------------ | ------------------ |
| 1979               | Königssee (RFA)    | Medalla de oro     | Cuádruple          |